# Creepy Nuts
Creepy Nuts — японський хіп-хоп дует, що складається з учасників R-Shitei та DJ Matsunaga.
Кілька пісень було сертифіковано Асоціацією звукозаписної індустрії Японії в категорії стрімінгу, а сингл «Nobishiro» отримав платинову сертифікацію.

## Історія
Гурт взяв участь в альбомі-збірці Kaikoo Planet III музичного фестивалю Kaikoo, який вийшов 7 серпня 2013 року.
У 2014 році гурт виступив на рок-фестивалі Fuji Rock Festival 2014.
1 березня 2015 року вони оголосили, що підписали контракт з компанією менеджменту Steel Street і випустили мініальбом Tarinai Futari (たりないふたり) 20 січня 2016 року.
1 лютого 2017 року вони випустили свій другий мініальбом Joen Dan'yū-shō (助演男優賞). Їхній перший студійний альбом Creep Show (クリープ・ショー) вийшов 11 квітня 2018 року. 25 липня того ж року вийшла збірка INDIES COMPLETE.
7 серпня 2019 року вони випустили мініальбом Yofukashi no Uta, однойменний сингл з якого був використаний як кінцівка до аніме 2022 року Call of the Night. Також дует був показаний у шостій серії аніме в ролі камео.
26 серпня 2020 року вийшов їхній мініальбом Katsute Tensai Datta Oretachi e (かつて天才だった俺たちへ). 1 вересня 2021 року вийшов їхній другий студійний альбом Case. 7 вересня 2022 року був випущений сингл Daten (堕天) та третій студійний альбом Ensemble Play (アンサンブル・プレイ).
7 січня 2024 року був випущений їхній цифровий сингл «Bling-Bang-Bang-Born». Спочатку написана як головна пісня для другого сезону телевізійного аніме Mashle, пісня дебютувала на першому місці в чартах Apple Music і Spotify після її виходу. Він також став світовим хітом, досягнувши № 1 у хіп-хоп-чартах iTunes у більш ніж 10 країнах, включаючи Індонезію, Тайвань, Лаос, Мексику, Чилі та Україну, а загальна кількість переглядів трансляцій у всьому світі перевищила 30 мільйонів лише за два тижні після його виходу. Пісня досягла міжнародного рейтингу, досягнувши 173 позиції у французьких чартах синглів.
4 жовтня 2024 року був випущений сингл «Otonoke», який став початковою темою першого сезону аніме Dan Da Dan.

## Учасники
- R-Shitei (яп. R-指定) — репер (2013—дотепер)
- DJ Matsunaga (яп. DJ松永) — ді-джей (2013—дотепер)

## Дискографія

### Студійні альбоми
- Creep Show (2018)
- Case (2021)
- Ensemble Play (2022)

### Мініальбоми
- Tarinai Futari (2016)
- Joen Dan'yū-shō (2017)
- Yofukashi no Uta (2019)
- Katsute Tensai Datta Oretachi e (2020)